# 약목 유씨
약목 유씨(若木柳氏)는 경상북도 칠곡군 약목면을 본관으로 하는 한국의 성씨이다. 시조는 사직단직(社稷壇直)을 지낸 유하(柳夏)이다.

## 참고 자료
- “약목유씨(若木柳氏)”. 뿌리를 찾아서.[깨진 링크(과거 내용 찾기)]